# Gerard Gumbau
Gerard Gumbau Garriga (Campllonch, Gerona, 18 de diciembre de 1994) es un futbolista español que juega como centrocampista en el Rayo Vallecano de la Primera División de España.

## Trayectoria
Jugó en las categorías inferiores del Girona F. C. debutó con el filial en la campaña 2012-13. Jugó un papel clave en la temporada siguiente, jugando 34 partidos y anotando seis goles, llegando a ser convocado varias veces con el primer equipo.
El 1 de julio de 2014 firmó un contrato de tres años con el F. C. Barcelona. El 23 de agosto jugó su primer partido como profesional, reemplazando a Wilfrid Kaptoum en el minuto 76 en un partido contra C. A. Osasuna. Anotó su primer gol como profesional el 7 de septiembre, en el encuentro que terminó 4-1 en casa ante el Real Zaragoza.
Debuta con el primer equipo del culé el 15 de enero de 2015, siendo titular en el partido de vuelta de octavos de final de la Copa del Rey ante el Elche C. F. con victoria por 0-4 para el conjunto azulgrana.
En junio de 2017 consiguió el ascenso a Segunda División. Tras quedar libre, fichó el 12 de julio por el Club Deportivo Leganés por tres temporadas.

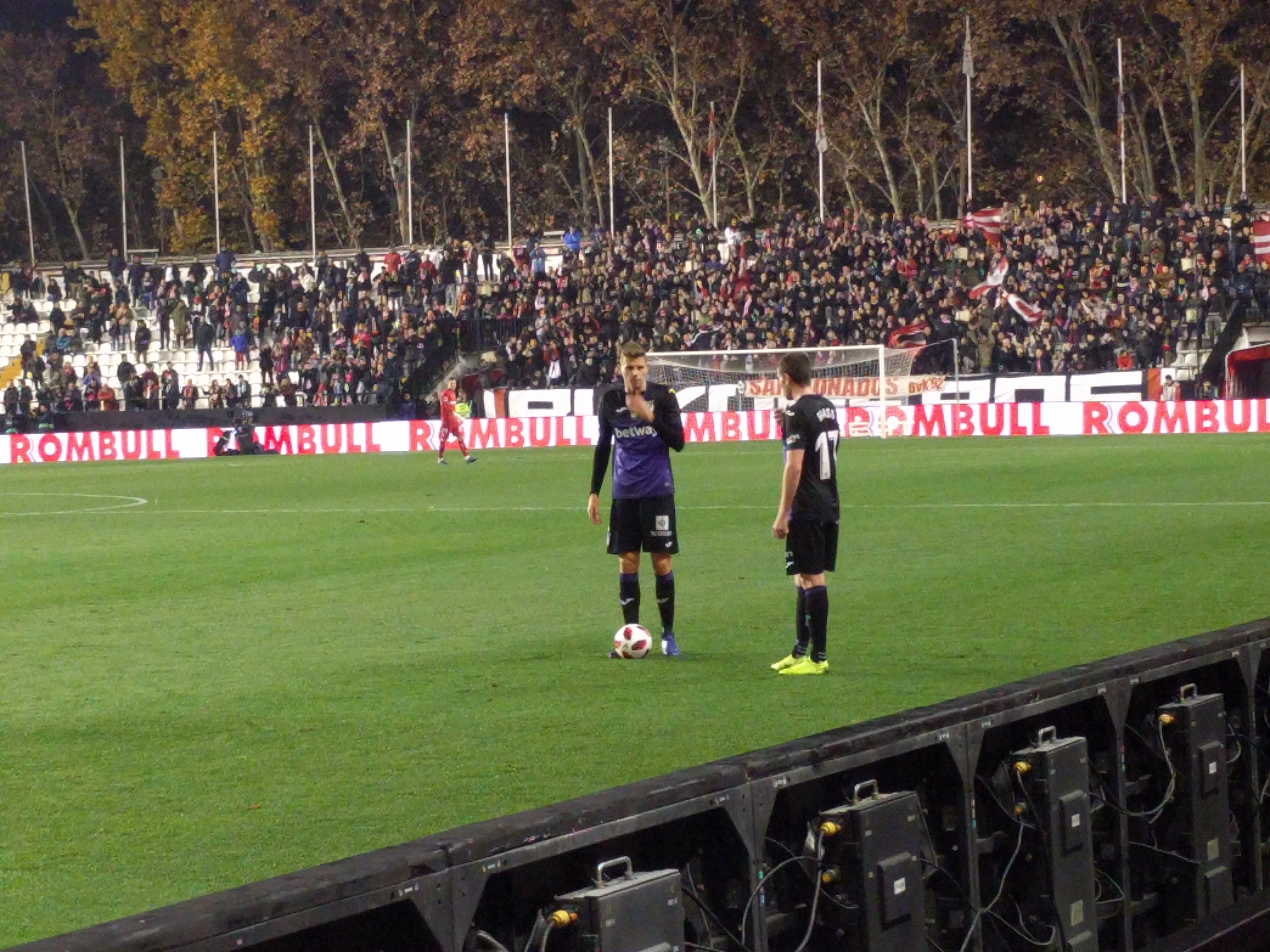
Gumbau en un partido de Copa del Rey con el CD Leganés.

Tras dos temporadas en el conjunto pepinero, el 14 de agosto de 2019 se hizo oficial su vuelta al Girona F. C. El 31 de agosto de 2021 rescindió su contrato con el equipo catalán y firmó por dos años con el Elche C. F. En el segundo de ellos descendieron a Segunda División y quedó libre al expirar su contrato. Entonces siguió jugando en la máxima categoría después de llegar a un acuerdo con el Granada C. F. por una temporada.
En la campaña 2023-24 vivió otro descenso de categoría. Entonces, aprovechando una cláusula que había en su contrato, en el mes de julio fue cedido al Rayo Vallecano para seguir compitiendo en Primera División. Durante su estancia en Vallecas disputó 25 encuentros y ayudó al equipo a clasificarse para competiciones europeas. Regresó en julio después de que ambos clubes llegaran a un acuerdo para una nueva cesión.

## Estadísticas
Actualizado a 15 de agosto de 2025.
| Club                         | Div.          | Temporada     | Liga  | Liga  | Copa nacionales | Copa nacionales | Copas internacionales | Copas internacionales | Total | Total |
| Club                         | Div.          | Temporada     | Part. | Goles | Part.           | Goles           | Part.                 | Goles                 | Part. | Goles |
| ---------------------------- | ------------- | ------------- | ----- | ----- | --------------- | --------------- | --------------------- | --------------------- | ----- | ----- |
| F. C. Barcelona "B" · España | 2.ª           | 2014-15       | 38    | 3     | —               | —               | —                     | —                     | 38    | 3     |
| F. C. Barcelona · España     | 1.ª           | 2014-15       | 0     | 0     | 1               | 0               | —                     | —                     | 1     | 0     |
| F. C. Barcelona · España     | 1.ª           | 2015-16       | 3     | 0     | 2               | 0               | 3                     | 0                     | 8     | 0     |
| F. C. Barcelona · España     | Total club    | Total club    | 3     | 0     | 3               | 0               | 3                     | 0                     | 9     | 0     |
| F. C. Barcelona "B" · España | 2.ª B         | 2015-16       | 24    | 3     | —               | —               | —                     | —                     | 24    | 3     |
| F. C. Barcelona "B" · España | 2.ª B         | 2016-17       | 34    | 9     | —               | —               | —                     | —                     | 34    | 9     |
| F. C. Barcelona "B" · España | Total club    | Total club    | 96    | 15    | —               | —               | —                     | —                     | 96    | 15    |
| C. D. Leganés · España       | 1.ª           | 2017-18       | 25    | 1     | 6               | 0               | —                     | —                     | 31    | 1     |
| C. D. Leganés · España       | 1.ª           | 2018-19       | 16    | 1     | 4               | 0               | —                     | —                     | 20    | 1     |
| C. D. Leganés · España       | Total club    | Total club    | 41    | 2     | 10              | 0               | —                     | —                     | 51    | 2     |
| Girona F. C. · España        | 2.ª           | 2019-20       | 41    | 1     | 3               | 0               | —                     | —                     | 44    | 1     |
| Girona F. C. · España        | 2.ª           | 2020-21       | 42    | 1     | 1               | 0               | —                     | —                     | 43    | 1     |
| Girona F. C. · España        | 2.ª           | 2021-22       | 2     | 0     | ―               | ―               | ―                     | ―                     | 2     | 0     |
| Girona F. C. · España        | Total club    | Total club    | 85    | 2     | 4               | 0               | —                     | —                     | 89    | 2     |
| Elche C. F. · España         | 1.ª           | 2021-22       | 31    | 0     | 4               | 0               | —                     | —                     | 35    | 0     |
| Elche C. F. · España         | 1.ª           | 2022-23       | 35    | 1     | 3               | 0               | —                     | —                     | 38    | 1     |
| Elche C. F. · España         | Total club    | Total club    | 66    | 1     | 7               | 0               | —                     | —                     | 73    | 1     |
| Granada C. F. · España       | 1.ª           | 2023-24       | 35    | 0     | 1               | 0               | —                     | —                     | 36    | 0     |
| Granada C. F. · España       | Total club    | Total club    | 35    | 0     | 1               | 0               | —                     | —                     | 36    | 0     |
| Rayo Vallecano · España      | 1.ª           | 2024-25       | 22    | 0     | 3               | 0               | —                     | —                     | 25    | 0     |
| Rayo Vallecano · España      | 1.ª           | 2025-26       | 1     | 0     | 0               | 0               | 0                     | 0                     | 1     | 0     |
| Rayo Vallecano · España      | Total club    | Total club    | 23    | 0     | 3               | 0               | 0                     | 0                     | 26    | 0     |
| Total carrera                | Total carrera | Total carrera | 349   | 20    | 28              | 0               | 3                     | 0                     | 380   | 20    |
| 1. 2.                        |               |               |       |       |                 |                 |                       |                       |       |       |

Fuente: BDFútbol - LaLiga

## Palmarés

### Títulos nacionales
| Título         | Club            | País   | Año  |
| -------------- | --------------- | ------ | ---- |
| Copa del Rey   | F. C. Barcelona | España | 2015 |
| Liga de España | F. C. Barcelona | España | 2016 |
| Copa del Rey   | F. C. Barcelona | España | 2016 |

### Títulos internacionales
| Título            | Club            | Sede  | Año  |
| ----------------- | --------------- | ----- | ---- |
| Mundial de Clubes | F. C. Barcelona | Japón | 2015 |